# Honduranillus
Honduranillus is een geslacht van kevers uit de familie van de loopkevers (Carabidae). De wetenschappelijke naam van het geslacht is voor het eerst geldig gepubliceerd in 1997 door Zaballos.

## Soorten
Het geslacht Honduranillus is monotypisch en omvat slechts de volgende soort:
- Honduranillus balli Zaballos, 1997